# Silence 4
Silence 4 es una banda portuguesa formada en 1996, cuyas canciones son mayoritariamente en inglés. (Salvo los temas 'Sextos Sentidos' y 'Eu nao sei dizer' incluidos en su álbum debut 'Silence Becomes I'). Realizaron dos álbumes con buena recepción por los críticos y por el público. Silence Become It (1998) y Only Pain Is Real (1999). La banda se disolvió oficialmente en 2001. El cantante principal David Fonseca ha seguido su carrera en solitario. Rui Costa forma parte de la banda Filarmónica Gil y Sofia Lisboa forma parte del proyecto musical Cantigas da Rua.

## Componentes
- David Fonseca - cantante, guitarrista
- Sofia Lisboa - cantante
- Rui Costa - bajista
- Tozé Pedrosa - batería

## Discografía

### Álbumes
- Julio de 1998 - Silence Becomes It
- Agosto de 1999 - Only Pain Is Real
- Febrero de 2000 - Only pain Is Real:The Remixes (EP)
- Diciembre de 2000 - Silence 4 no Coliseu dos Recreios

### Sencillos
- Borrow
- My Friends
- To Give
- Only Pain Is real

- Datos: Q1707562